# Maltitol
Maltitol is een polyol (of suikeralcohol) die wordt gebruikt als kunstmatige zoetstof. Het heeft 0,9 keer de zoetkracht van suiker. Maltitol bevat tussen de 2 en 3 kilocalorieën per gram. 
De stof komt in de natuur niet voor, maar kan worden gemaakt van moutsuiker (maltose), bijvoorbeeld uit maïs of tarwe. Het heeft een zoete smaak -zonder bijsmaak- en wordt veel gebruikt in snoepgoed.

## Bijwerkingen
Maltitol wordt deels opgenomen in de dunne darm en in het lichaam verwerkt als glucose. Het niet opgenomen deel komt in de dikke darm en wordt daar door de darmflora gefermenteerd. Hierbij komen onder andere gassen vrij. Deze zorgen voor krampen, winderigheid en diarree. Bij intolerante personen werkt het laxerend. Bij normaal gebruik en toepassingen zijn er geen bijwerkingen te verwachten, deze treden pas op bij inname van 25-30 gram in één keer.